# Aman Sehrawat
Aman Sehrawat (16 de julho de 2003) é um lutador de estilo-livre indiano.

## Carreira
Aman Sehrawat começou seu treinamento de luta livre no Estádio Chhatrasal de North Delhi, um renomado campo de treinamento para talentos emergentes de luta livre. Lá, ele treinou com o técnico Lalit Kumar. Em 2022, após sua medalha de ouro no Campeonato Asiático Sub-23, Sehrawat se tornou o primeiro indiano a ganhar uma medalha de ouro no Campeonato Mundial Sub-23.
Sehrawat conquistou seu primeiro título do Campeonato Nacional em 2021. Ele costumava treinar com o técnico Lalit Kumar.
Em abril de 2023, ele ganhou a medalha de ouro no Campeonato Asiático de Luta Livre de 2023 em Astana. Ele então ganhou uma medalha de bronze na categoria 57 kg nos Jogos Asiáticos de 2022.
Em janeiro de 2024, ele ganhou a medalha de ouro no evento masculino de 57 kg no torneio de luta livre Zagreb Open, derrotando todos os seus oponentes por superioridade técnica.
Sehrawat competiu no Torneio de Qualificação Olímpica de Wrestling Mundial de 2024 em Istambul e garantiu à Índia uma vaga para as Olimpíadas de Verão de 2024 em Paris. A WFI o escolheu em vez do medalhista de prata das Olimpíadas de Tóquio, Ravi Kumar Dahiya, para as Olimpíadas de 2024. Ele foi o único lutador indiano do sexo masculino a se classificar para as Olimpíadas de Verão de 2024.
No evento masculino de 57 kg nas Olimpíadas de 2024, ele derrotou Vladimir Egorov e Zelimkhan Abakarov por superioridade técnica, antes de perder para o primeiro colocado Rei Higuchi na semifinal. Ele ganhou a medalha de bronze ao derrotar Darian Cruz por 13–5, tornando-se o mais jovem indiano a ganhar uma medalha olímpica individual aos 21 anos e 24 dias.